# Lipník (okres Prievidza)
Lipník (Hongaars:Hársas) is een Slowaakse gemeente in de regio Trenčín, en maakt deel uit van het district Prievidza.
Lipník telt 468 inwoners.